# ماهی بیاح
ماهی بیاح (نام علمی: Liza abu) نام یک گونه از سرده بیاح‌ها از خانواده ماهیان کفال است.